# マーガレット・ワイチャーリイ
マーガレット・ワイチャーリイ（Margaret Wycherly、1881年10月26日 - 1956年6月6日）は、イギリスの女優。

## 出演作品
- 真紅の女
- 白熱
- クインシーの謎
- 仔鹿物語
- 恐ろしき結婚
- 火の女
- 心の旅路
- ヨーク軍曹